# Liste des béatifications prononcées par Pie VII
Cette page dresse la liste des personnes béatifiées par le pape Pie VII.
Le pape Pie VII (14 mars 1800 - 20 août 1823) a procédé aux béatifications suivantes :

## 1803
| N° | Image | Bienheureux         | Date de béatification | Lieu de béatification  | Informations                                                                                 |
| -- | ----- | ------------------- | --------------------- | ---------------------- | -------------------------------------------------------------------------------------------- |
| 1. |       | Joseph-Marie Tomasi | 29 septembre 1803     | Basilique Saint-Pierre | (1649-1713), religieux de l'ordre des Théatins et théologien, (canonisé le 12 octobre 1986). |

## 1804
| N° | Image | Bienheureux        | Date de béatification | Lieu de béatification  | Informations                                                                                        |
| -- | ----- | ------------------ | --------------------- | ---------------------- | --------------------------------------------------------------------------------------------------- |
| 1. |       | Véronique Giuliani | 17 juin 1804          | Basilique Saint-Pierre | (1660-1727), religieuse de l'ordre des Clarisses capucines qui aurait reçu les stigmates du Christ. |

## 1806
| N° | Image | Bienheureux          | Date de béatification | Lieu de béatification  | Informations |
| -- | ----- | -------------------- | --------------------- | ---------------------- | --- |
| 1. |       | François de Geronimo | 2 mai 1806            | Basilique Saint-Pierre | (1642-1716), prêtre de la compagnie de Jésus, missionnaire dans les villes et villages d'Italie du Sud, il est l'auteur du Dio vi Salvi Regina adopté comme hymne national par la Corse (canonisé le 26 mai 1839). |
| 2. |       | Joseph Oriol         | 5 septembre 1806      | Basilique Saint-Pierre | (1650-1702), prêtre de la congrégation de l'Oratoire (canonisé le 20 mai 1909). |
| 3. |       | André Dotti          | 29 novembre 1806      | Basilique Saint-Pierre | (1256-1315), religieux de l'ordre des Servites de Marie. |
| 4. |       | Jean de Penna        | 20 décembre 1806      | Basilique Saint-Pierre | (1193-1271), religieux de l'ordre des Frères mineurs. |

## 1807
| N° | Image | Bienheureux                  | Date de béatification | Lieu de béatification  | Informations                                                   |
| -- | ----- | ---------------------------- | --------------------- | ---------------------- | -------------------------------------------------------------- |
| 1. |       | Jacques de Città della Pieve | 17 mai 1807           | Basilique Saint-Pierre | (1260-1304), laïc membre du Tiers-ordre des servites de Marie. |

## 1808
| N° | Image | Bienheureux            | Date de béatification | Lieu de béatification  | Informations                                                                                               |
| -- | ----- | ---------------------- | --------------------- | ---------------------- | --- |
| 1. |       | Catherine de Racconigi | 9 avril 1808          | Basilique Saint-Pierre | (1486-1547), laïque membre de la fraternités laïques dominicaines qui aurait reçu les stigmates du Christ. |

## 1816
| N° | Image | Bienheureux         | Date de béatification | Lieu de béatification  | Informations |
| -- | ----- | ------------------- | --------------------- | ---------------------- | --- |
| 1. |       | Jacques de Voragine | 11 mai 1816           | Basilique Saint-Pierre | (1228-1298), prêtre et archevêque de Gênes, auteur de l'ouvrage La Légende dorée. |
| 2. |       | Pierre Capucci      | 16 mai 1816           | Basilique Saint-Pierre | (1390-1445), prêtre dominicain italien à Cortone. |
| 3. |       | Alphonse de Liguori | 15 septembre 1816     | Basilique Saint-Pierre | (1696-1787), prêtre et évêque italien, fondateur de la congrégation du Très Saint Rédempteur (canonisé le 26 mai 1839, déclaré docteur de l'Église et proclamé « Patron céleste de tous les confesseurs et moralistes » en 1950). |

## 1817
| N° | Image | Bienheureux         | Date de béatification | Lieu de béatification  | Informations                                                                                     |
| -- | ----- | ------------------- | --------------------- | ---------------------- | ------------------------------------------------------------------------------------------------ |
| 1. |       | Conrad d'Offida     | 21 avril 1817         | Basilique Saint-Pierre | (1241-1306), prêtre de l'ordre des Frères mineurs.                                               |
| 2. |       | François de Posadas | 20 septembre 1817     | Basilique Saint-Pierre | (1644-1713), prêtre de l'ordre des Prêcheurs parcourant toute l'Espagne pour annoncer le Christ. |

## 1819
| N° | Image | Bienheureux                    | Date de béatification | Lieu de béatification  | Informations                                                                                              |
| -- | ----- | ------------------------------ | --------------------- | ---------------------- | --- |
| 1. |       | Jean-Baptiste de la Conception | 21 septembre 1819     | Basilique Saint-Pierre | (1561-1613), religieux de l'ordre des Trinitaires et réformateur de son ordre (canonisé le 25 mars 1975). |

## 1820
| N° | Image | Bienheureux              | Date de béatification | Lieu de béatification  | Informations |
| -- | ----- | ------------------------ | --------------------- | ---------------------- | --- |
| 1. |       | Simon Ballacchi          | 14 mars 1820          | Basilique Saint-Pierre | (1240-1319), laïc, frère convers au sein de l'ordre des Prêcheurs. |
| 2. |       | André Grego de Peschiera | 26 septembre 1820     | Basilique Saint-Pierre | (1400-1485), religieux de l'ordre des Prêcheurs, célèbre pour sa lutte pacifique contre les Vaudois en faisant de longues homélies aux paysans des régions de Valteline. |

## 1821
| N° | Image | Bienheureux   | Date de béatification | Lieu de béatification  | Informations                                             |
| -- | ----- | ------------- | --------------------- | ---------------------- | -------------------------------------------------------- |
| 1. |       | Ubald Adimari | 3 avril 1821          | Basilique Saint-Pierre | (1249-1315), religieux de l'ordre des servites de Marie. |

## 1822
| N° | Image | Bienheureux            | Date de béatification | Lieu de béatification  | Informations                                          |
| -- | ----- | ---------------------- | --------------------- | ---------------------- | ----------------------------------------------------- |
| 1. |       | Bonaventure Bonaccorsi | 13 avril 1822         | Basilique Saint-Pierre | (?-1315), religieux de l'ordre des Servites de Marie. |